# Station Lipiany
Station Lipiany was een spoorwegstation in de Poolse plaats Lipiany.